# Casa Chambers-Robinson
La Casa Chambers-Robinson (también conocida como la Casa de Samuel Cooke) es una residencia histórica ubicada en el 910 de Montgomery Avenue en Sheffield, Alabama, Estados Unidos.

## Historia
La casa fue construida en 1890 por Judson G. Chambers y vendida a Charles y Dora Robinson en 1898. En 1923, la hija de los Robinson, Caroline, y su esposo Samuel Cooke construyeron una casa a una cuadra de distancia y convirtieron la casa original en apartamentos. Vendieron la casa nueva en 1940 y vivieron en la casa original hasta su muerte. La hija de los Cook vendió la casa en 1962 y desde entonces ha permanecido fuera de la familia.
La casa fue incluida en el Registro de Monumentos y Patrimonio de Alabama en 1992, y en el Registro Nacional de Lugares Históricos el 14 de mayo de 1993.

## Descripción
La casa fue construida en estilo Reina Ana con algunos detalles del Eastlake. La casa de dos pisos tiene un tejado a cuatro aguas sostenido por soportes decorativos y perforado por varias buhardillas. Un porche envuelve la esquina izquierda de la casa y presenta postes, soportes y celosías elaboradas. El vestíbulo de entrada cuenta con una gran escalera Eastlake.